# راباکتسول
راباکتسول (به مجاری:  Rábakecöl) یک منطقهٔ مسکونی در مجارستان است که در ناحیه کاپووار واقع شده‌است. راباکتسول ۲۳٫۰۳ کیلومتر مربع مساحت و ۶۸۶ نفر جمعیت دارد.